# Ostrava Open 1997 - Qualificazioni singolare
Le qualificazioni del singolare  dell'Ostrava Open 1997 sono state un torneo di tennis preliminare per accedere alla fase finale della manifestazione. I vincitori dell'ultimo turno sono entrati di diritto nel tabellone principale. In caso di ritiro di uno o più giocatori aventi diritto a questi sono subentrati i lucky loser, ossia i giocatori che hanno perso nell'ultimo turno ma che avevano una classifica più alta rispetto agli altri partecipanti che avevano comunque perso nel turno finale.
Le qualificazioni del torneo Ostrava Open 1997 prevedevano 32 partecipanti di cui 4 sono entrati nel tabellone principale.

## Teste di serie
1. Johan Van Herck (primo turno)
2. Radomír Vašek (ultimo turno)
3. Chris Wilkinson (primo turno)
4. Rainer Schüttler (primo turno)

1. David Rikl (ultimo turno)
2. Kevin Ullyett (primo turno)
3. Lars Burgsmüller (secondo turno)
4. Omar Camporese (ultimo turno)

## Qualificati
1. Petr Luxa
2. Diego Nargiso

1. Karsten Braasch
2. Rene Hanak

## Tabellone

### Legenda
| - Q = Qualificato - WC = Wild card - LL = Lucky loser | - ALT = Alternate - SE = Special Exempt - PR = Protected Ranking | - w/o = Walkover - r = Ritirato - d = Squalificato |

### Sezione 1
|  | Primo turno        | Primo turno        | Primo turno        | Primo turno | Primo turno |  |  | Secondo turno    | Secondo turno    | Secondo turno    | Secondo turno  | Secondo turno  |                |    | Ultimo turno | Ultimo turno | Ultimo turno | Ultimo turno | Ultimo turno |  |
|  |                    |                    |                    |             |             |  |  |                  |                  |                  |                |                |                |    |              |              |              |              |              |  |
|  |                    | Petr Luxa          | Petr Luxa          | 6           | 6           |  |  |                  |                  |                  |                |                |                |    |              |              |              |              |              |  |
|  | 1                  | Johan Van Herck    | Johan Van Herck    | 2           | 4           |  |  | Petr Luxa        | Petr Luxa        | Petr Luxa        | 6              | 6              |                |    |              |              |              |              |              |  |
|  | Andrej Stoljarov   | Andrej Stoljarov   | Andrej Stoljarov   | 6           | 6           |  |  | Andrej Stoljarov | Andrej Stoljarov | Andrej Stoljarov | 1              | 3              |                |    |              |              |              |              |              |  |
|  | Jakub Herm-Zahlava | Jakub Herm-Zahlava | Jakub Herm-Zahlava | 4           | 2           |  |  |                  |                  |                  |                |                |                |    |              | Petr Luxa    | Petr Luxa    | Petr Luxa    | 5            |  |
|  | Radek Štěpánek     | Radek Štěpánek     | Radek Štěpánek     | 6           | 6           |  |  |                  |                  | 8                | Omar Camporese | Omar Camporese | Omar Camporese | 3r |              |              |              |              |              |  |
|  | Jaroslav Levinský  | Jaroslav Levinský  | Jaroslav Levinský  | 3           | 4           |  |  |                  | Radek Štěpánek   | 6                | 5              | 3              |                |    |              |              |              |              |              |  |
|  | 8                  | Omar Camporese     | Omar Camporese     | 6           | 6           |  |  | 8                | Omar Camporese   | 3                | 7              | 6              |                |    |              |              |              |              |              |  |
|  |                    | Jan Vacek          | Jan Vacek          | 4           | 1           |  |  |                  |                  |                  |                |                |                |    |              |              |              |              |              |  |

### Sezione 2
|  | Primo turno       | Primo turno       | Primo turno       | Primo turno | Primo turno |  |  | Secondo turno | Secondo turno    | Secondo turno    | Secondo turno | Secondo turno |   |   | Ultimo turno | Ultimo turno  | Ultimo turno  | Ultimo turno | Ultimo turno |  |
|  |                   |                   |                   |             |             |  |  |               |                  |                  |               |               |   |   |              |               |               |              |              |  |
|  | 2                 | Radomír Vašek     | Radomír Vašek     | 6           | 6           |  |  |               |                  |                  |               |               |   |   |              |               |               |              |              |  |
|  |                   | Jiří Vaněk        | Jiří Vaněk        | 3           | 2           |  |  | 2             | Radomír Vašek    | Radomír Vašek    | 6             | 6             |   |   |              |               |               |              |              |  |
|  | Petr Pála         | Petr Pála         | Petr Pála         | 7           | 6           |  |  |               | Petr Pála        | Petr Pála        | 4             | 4             |   |   |              |               |               |              |              |  |
|  | Mikael Stadling   | Mikael Stadling   | Mikael Stadling   | 5           | 1           |  |  |               |                  |                  |               |               |   |   | 2            | Radomír Vašek | Radomír Vašek | 2            | 3            |  |
|  | Diego Nargiso     | Diego Nargiso     | Diego Nargiso     | 6           | 6           |  |  |               |                  |                  | Diego Nargiso | Diego Nargiso | 6 | 6 |              |               |               |              |              |  |
|  | Francisco Montana | Francisco Montana | Francisco Montana | 0           | 1           |  |  |               | Diego Nargiso    | Diego Nargiso    | 7             | 6             |   |   |              |               |               |              |              |  |
|  | 7                 | Lars Burgsmüller  | Lars Burgsmüller  | 6           | 6           |  |  | 7             | Lars Burgsmüller | Lars Burgsmüller | 5             | 3             |   |   |              |               |               |              |              |  |
|  |                   | Radovan Svetlík   | Radovan Svetlík   | 1           | 3           |  |  |               |                  |                  |               |               |   |   |              |               |               |              |              |  |

### Sezione 3
|  | Primo turno     | Primo turno     | Primo turno     | Primo turno | Primo turno |  |  | Secondo turno   | Secondo turno   | Secondo turno   | Secondo turno   | Secondo turno |   |   | Ultimo turno | Ultimo turno | Ultimo turno | Ultimo turno | Ultimo turno |  |
|  |                 |                 |                 |             |             |  |  |                 |                 |                 |                 |               |   |   |              |              |              |              |              |  |
|  |                 | Danny Sapsford  | Danny Sapsford  | 6           | 6           |  |  |                 |                 |                 |                 |               |   |   |              |              |              |              |              |  |
|  | 3               | Chris Wilkinson | Chris Wilkinson | 2           | 3           |  |  | Danny Sapsford  | Danny Sapsford  | Danny Sapsford  | 2               | 6             |   |   |              |              |              |              |              |  |
|  | Lars Rehmann    | Lars Rehmann    | 5               | 6           | 6           |  |  | Lars Rehmann    | Lars Rehmann    | Lars Rehmann    | 6               | 7             |   |   |              |              |              |              |              |  |
|  | Markus Hantschk | Markus Hantschk | 7               | 1           | 1           |  |  |                 |                 |                 |                 |               |   |   | Lars Rehmann | Lars Rehmann | 6            | 4            | 6            |  |
|  | Karsten Braasch | Karsten Braasch | Karsten Braasch | 6           | 7           |  |  |                 |                 | Karsten Braasch | Karsten Braasch | 3             | 6 | 7 |              |              |              |              |              |  |
|  | Adolf Musil     | Adolf Musil     | Adolf Musil     | 4           | 6           |  |  | Karsten Braasch | Karsten Braasch | 4               | 6               | 6             |   |   |              |              |              |              |              |  |
|  |                 | Franz Stauder   | 6               | 6           | 6           |  |  | Franz Stauder   | Franz Stauder   | 6               | 2               | 2             |   |   |              |              |              |              |              |  |
|  | 6               | Kevin Ullyett   | 7               | 4           | 2           |  |  |                 |                 |                 |                 |               |   |   |              |              |              |              |              |  |

### Sezione 4
|  | Primo turno        | Primo turno        | Primo turno        | Primo turno | Primo turno |  |  | Secondo turno | Secondo turno      | Secondo turno      | Secondo turno | Secondo turno |   |   | Ultimo turno | Ultimo turno | Ultimo turno | Ultimo turno | Ultimo turno |  |
|  |                    |                    |                    |             |             |  |  |               |                    |                    |               |               |   |   |              |              |              |              |              |  |
|  |                    | Rene Hanak         | 6                  | 7           | 7           |  |  |               |                    |                    |               |               |   |   |              |              |              |              |              |  |
|  | 4                  | Rainer Schüttler   | 7                  | 5           | 5           |  |  | Rene Hanak    | Rene Hanak         | Rene Hanak         | 6             | 6             |   |   |              |              |              |              |              |  |
|  | David Miketa       | David Miketa       | 6                  | 6           | 6           |  |  | David Miketa  | David Miketa       | David Miketa       | 3             | 4             |   |   |              |              |              |              |              |  |
|  | Rene Nicklisch     | Rene Nicklisch     | 7                  | 1           | 3           |  |  |               |                    |                    |               |               |   |   |              | Rene Hanak   | 7            | 5            | 7            |  |
|  | Andrej Ol'chovskij | Andrej Ol'chovskij | Andrej Ol'chovskij | 6           | 6           |  |  |               |                    | 5                  | David Rikl    | 6             | 7 | 5 |              |              |              |              |              |  |
|  | Gerald Mandl       | Gerald Mandl       | Gerald Mandl       | 3           | 1           |  |  |               | Andrej Ol'chovskij | Andrej Ol'chovskij | 3             | 4             |   |   |              |              |              |              |              |  |
|  | 5                  | David Rikl         | David Rikl         | 6           | 6           |  |  | 5             | David Rikl         | David Rikl         | 6             | 6             |   |   |              |              |              |              |              |  |
|  |                    | Björn Phau         | Björn Phau         | 1           | 4           |  |  |               |                    |                    |               |               |   |   |              |              |              |              |              |  |